# All That I Have
"All That I Have" er en sang skrevet af det danske elektro-rock-band Dúné. Det er anden single fra gruppens tredje studiealbum Wild Hearts fra 2013. All That I Have udkom som single den 21. januar 2013, få uger før at albummet blev udgivet i Danmark. Singlen udkom på pladeselskabet New Gang of Robot's Rec. / Iceberg Records.

## Historie
Sangen blev skrevet i foråret 2011, og var således med på Dúnés store "Dúné Summer Tour" i sommeren og efteråret samme år, hvor den blandt andet blev fremført på Grøn Koncert og de store udendørs festivaler i Danmark. I følge bandet handler sangen om total afhængighed enten af en person, til et liv, en ting eller måske noget helt andet.
Den 23. januar 2013 meddelte radiostationen DR P3 at "All That I Have" var kommet i fast rotation på ugens playliste fra Smag på P3.
Musikvideoen til singlen udkom den 4. februar 2013, samme dag som Wild Hearts kom i butikkerne. Den er instrueret af Mehdi Avaz fra Balloon Film.

## Produktion
Sangen blev ligesom resten af Wild Hearts indspillet i "Der Raum" i bandets daværende hjemby Berlin. Ole Bjórn og Dúné producerede selv sangen, mens singlen blev mixet af Carsten Heller. Yderlige havde bandets faste keybordspiller Ole Bjórn indspillet nogle ekstra samples på synthesizer og lagt på sangen.

### Personel

#### Musikere
- Sang: Mattias Kolstrup
- Kor: Ole Björn Sørensen
- Keyboards: Ole Björn Sørensen
- Guitar: Danny Jungslund
- Bas: Piotrek Wasilewski
- Trommer: Morten Hellborn

#### Produktion
- Producer: Ole Bjórn & Dúné
- Mixer: Carsten Heller
- Komponist: Dúné
- Tekst/forfatter: Matt Kolstrup og Ole Björn[5]